# David Zdrilic
David Allen Zdrilic (Sydney, 1974. április 13. –) ausztrál válogatott labdarúgó.

## Statisztika

### Góljai a válogatottban
|     | Időpont            | Helyszín                                             | Ellenfél        | Gólok | Eredmény | Kiírás                                     |
| --- | ------------------ | ---------------------------------------------------- | --------------- | ----- | -------- | ------------------------------------------ |
| 1.  | 2000. június 15.   | Olympic Park Stadium, Melbourne, Ausztrália          | Paraguay        | 2-0   | 2-1      | barátságos                                 |
| 2.  | 2000. június 19.   | Stade Pater, Papeete, Tahiti                         | Cook-szigetek   | 5-0   | 17-0     | 2000-es OFC-nemzetek kupája                |
| 3.  | 2000. június 19.   | Stade Pater, Papeete, Tahiti                         | Cook-szigetek   | 11-0  | 17-0     | 2000-es OFC-nemzetek kupája                |
| 4.  | 2000. november 15. | Hampden Park, Glasgow, Skócia                        | Skócia          | 0-2   | 0-2      | barátságos                                 |
| 5.  | 2001. április 9.   | BCU International Stadium, Coffs Harbour, Ausztrália | Tonga           | 17-0  | 22-0     | 2002-es labdarúgó-világbajnokság-selejtező |
| 6.  | 2001. április 9.   | BCU International Stadium, Coffs Harbour, Ausztrália | Tonga           | 22-0  | 22-0     | 2002-es labdarúgó-világbajnokság-selejtező |
| 7.  | 2001. április 11.  | BCU International Stadium, Coffs Harbour, Ausztrália | Amerikai Szamoa | 3-0   | 31-0     | 2002-es labdarúgó-világbajnokság-selejtező |
| 8.  | 2001. április 11.  | BCU International Stadium, Coffs Harbour, Ausztrália | Amerikai Szamoa | 7-0   | 31-0     | 2002-es labdarúgó-világbajnokság-selejtező |
| 9.  | 2001. április 11.  | BCU International Stadium, Coffs Harbour, Ausztrália | Amerikai Szamoa | 9-0   | 31-0     | 2002-es labdarúgó-világbajnokság-selejtező |
| 10. | 2001. április 11.  | BCU International Stadium, Coffs Harbour, Ausztrália | Amerikai Szamoa | 13-0  | 31-0     | 2002-es labdarúgó-világbajnokság-selejtező |
| 11. | 2001. április 11.  | BCU International Stadium, Coffs Harbour, Ausztrália | Amerikai Szamoa | 21-0  | 31-0     | 2002-es labdarúgó-világbajnokság-selejtező |
| 12. | 2001. április 11.  | BCU International Stadium, Coffs Harbour, Ausztrália | Amerikai Szamoa | 24-0  | 31-0     | 2002-es labdarúgó-világbajnokság-selejtező |
| 13. | 2001. április 11.  | BCU International Stadium, Coffs Harbour, Ausztrália | Amerikai Szamoa | 25-0  | 31-0     | 2002-es labdarúgó-világbajnokság-selejtező |
| 14. | 2001. április 11.  | BCU International Stadium, Coffs Harbour, Ausztrália | Amerikai Szamoa | 31-0  | 31-0     | 2002-es labdarúgó-világbajnokság-selejtező |
| 15. | 2001. április 16.  | BCU International Stadium, Coffs Harbour, Ausztrália | Szamoa          | 2-0   | 11-0     | 2002-es labdarúgó-világbajnokság-selejtező |
| 16. | 2001. április 16.  | BCU International Stadium, Coffs Harbour, Ausztrália | Szamoa          | 6-0   | 11-0     | 2002-es labdarúgó-világbajnokság-selejtező |
| 17. | 2001. június 24.   | Stadium Australia, Sydney, Ausztrália                | Új-Zéland       | 1-0   | 4-1      | 2002-es labdarúgó-világbajnokság-selejtező |
| 18. | 2001. június 24.   | Stadium Australia, Sydney, Ausztrália                | Új-Zéland       | 4-1   | 4-1      | 2002-es labdarúgó-világbajnokság-selejtező |
| 19. | 2004. május 31.    | Hindmarsh Stadium, Adelaide, Ausztrália              | Tahiti          | 8-0   | 9-0      | 2004-es OFC-nemzetek kupája                |
| 20. | 2005. március 29.  | Subiaco Oval, Perth, Ausztrália                      | Indonézia       | 3-0   | 3-0      | barátságos                                 |